# John Ballance
John Ballance ONZ (Mallusk, Irlanda, 27 de março 1839-Wellington, Nova Zelândia, 27 de maio 1893) foi um político neozelandês e ex-Primeiro-ministro daquele país. Assumiu o poder na Nova Zelândia como 14° pessoa a governar o país, de janeiro de 1891 a abril de 1893, fundador do Partido Liberal (o primeiro partido político organizado do país). Em 1891, ele liderou seu partido à sua primeira vitória eleitoral, formando o primeiro governo da Nova Zelândia em linhas partidárias, mas morreu no cargo três anos depois. Ballance apoiou votos para mulheres. Ele também apoiou a reforma agrária, embora a um custo considerável para os maoris.